# Zdravko Hebel
Zdravko Hebel (Zágráb, 1943. január 21. – Zágráb, 2017. augusztus 12.) olimpiai bajnok jugoszláv válogatott horvát vízilabdázó, sportvezető.

## Pályafutása
Az 1968-as mexikóvárosi olimpián aranyérmes lett a jugoszláv válogatottal úgy hogy a torna összes mérkőzésén játszott.
2000 és 2002 között a Horvát Olimpiai Bizottság elnöke volt.

## Sikerei, díjai
- Olimpiai játékok
  - aranyérmes: 1968, Mexikóváros